# شمس‌آباد (فیروزه، شرق)
۳۶°۱۰′۳۷″ شمالی ۵۸°۳۸′۲۶″ شرقی / ۳۶٫۱۷۶۹۴°شمالی ۵۸٫۶۴۰۵۶°شرقی
شمس‌آباد (فیروزه)، روستایی از توابع بخش مرکزی شهرستان فیروزه در استان خراسان رضوی ایران است.

## جمعیت
این روستا در دهستان تخت جلگه قرار دارد و براساس سرشماری مرکز آمار ایران در سال ۱۳۸۵، جمعیت آن ۳۴۹ نفر (۸۹خانوار) بوده‌است.